# Calpiogna
Calpiogna is een plaats en voormalige gemeente in het Zwitserse kanton Ticino en maakt deel uit van het district Leventina.
Calpiogna telt 35 inwoners.

## Geschiedenis
Op 1 april 2012 ging de Calpiogna op in de gemeente Faido.